# 小松剛
小松 剛（こまつ たけし、1986年9月26日 - ）は、高知県室戸市出身の元プロ野球選手（投手）。右投右打。
現役引退後は広島東洋カープの二軍マネージャー兼広報を務めた。2022年からは人材紹介会社に転職。

## 来歴

### プロ入り前
1986年に高知県高知市で生まれる。小学3年生の時に室戸市へ転居すると、室戸市で知り合った友人や友人の保護者の影響で野球を始める。小学5年生から投手を始め、室戸市立佐喜浜中学校を経て高知県立室戸高等学校に進学、3年生でエース・主将を務めた。
高校卒業後は法政大学へ進学し、2年春にリーグ戦デビューするといきなり3勝を挙げ、優勝決定戦でも完投して胴上げ投手となった。その後もチームの主戦投手の一角を任せられるが勝ち星が伸び悩み、4年生秋季では背筋痛で出遅れるが、対早稲田大学1回戦で斎藤佑樹に完投勝利するなど、復調した。リーグ通算42試合登板で11勝16敗・防御率2.82、195奪三振。
2008年のドラフト会議において、広島東洋カープから3位指名を受け、入団。同年11月17日に契約金8000万円・年俸1200万円（金額は推定）で仮契約した。背番号は41。

### プロ入り後
2009年4月19日の対東京ヤクルトスワローズ戦（明治神宮野球場）で3番手としてプロ初登板を果たすと、2回を投げて1失点に抑えた。同年5月17日の対読売ジャイアンツ戦（MAZDA Zoom-Zoom スタジアム広島）でプロ初先発、7回をソロ本塁打による1失点に抑えるも打線の援護がなく勝ち星がつかなかった。次の登板となった同年5月24日の対埼玉西武ライオンズ戦（MAZDA Zoom-Zoom スタジアム広島）では5回5失点と乱調も、打線の援護によってプロ初勝利を果たした。シーズン前半は主に先発として起用されたが、後半戦は篠田純平・コルビー・ルイス・前田健太の活躍によって出番が減り、中継ぎとして起用される。中継ぎでも不安定な投球が続いたが5勝を挙げるなど、シーズン通して一軍に帯同した。同年12月9日に、大学時代の1学年先輩の女性と入籍。
2010年4月4日の対読売ジャイアンツ戦（MAZDA Zoom-Zoom スタジアム広島）で先発するが、長野久義にプロ第1号本塁打を場外まで運ばれるなど調子を落とし、同年は一軍定着すら果たせないまま、5試合の登板に終わった。
2011年から2012年までは一軍登板がなく、同年10月3日に球団から戦力外通告を受けたが、育成選手としての再契約を打診され、同年11月13日に育成選手として再契約したことが発表された。背番号は141となる。
2013年は四国アイランドリーグplusの徳島インディゴソックスに派遣され、先発の柱として、チーム2位の9勝をマーク。徳島の後期優勝に大きく貢献した。しかし、10月29日に戦力外通告を受け、10月31日、自由契約公示された。

### 引退後
現役引退後の2014年からカープ球団広報に転身した。2018年シーズンからは2軍マネージャー兼広報に就任。その後、アスリートのキャリア支援について興味を持つようになり、家族の反対を押し切って2021年シーズンをもって退団。2022年1月からは、人材紹介会社「パーソルキャリア」に転職。

## 選手としての特徴
最速149km/hの速球とスライダー、さらに落差の大きいフォークボールを主な持ち球としている。他にも縦に割れるカーブやカットボール、シュートも投げる本格派速球投手である。

## 詳細情報

### 年度別投手成績
| 年 度     | 球 団     | 登 板 | 先 発 | 完 投 | 完 封 | 無 四 球 | 勝 利 | 敗 戦 | セ 丨 ブ | ホ 丨 ル ド | 勝 率 | 打 者 | 投 球 回 | 被 安 打 | 被 本 塁 打 | 与 四 球 | 敬 遠 | 与 死 球 | 奪 三 振 | 暴 投 | ボ 丨 ク | 失 点 | 自 責 点 | 防 御 率 | W H I P |
| --------- | --------- | ----- | ----- | ----- | ----- | -------- | ----- | ----- | -------- | ----------- | ----- | ----- | -------- | -------- | ----------- | -------- | ----- | -------- | -------- | ----- | -------- | ----- | -------- | -------- | ------- |
| 2009      | 広島      | 25    | 7     | 0     | 0     | 0        | 5     | 3     | 0        | 0           | .625  | 271   | 60.0     | 75       | 9           | 19       | 2     | 4        | 41       | 3     | 0        | 37    | 35       | 5.25     | 1.57    |
| 2010      | 広島      | 5     | 5     | 0     | 0     | 0        | 1     | 3     | 0        | 0           | .250  | 110   | 22.2     | 36       | 5           | 8        | 0     | 1        | 19       | 1     | 0        | 21    | 20       | 7.94     | 1.95    |
| 通算：2年 | 通算：2年 | 30    | 12    | 0     | 0     | 0        | 6     | 6     | 0        | 0           | .500  | 381   | 82.2     | 111      | 14          | 27       | 2     | 5        | 60       | 4     | 0        | 58    | 55       | 5.99     | 1.67    |

### 記録
NPB投手記録
- 初登板：2009年4月19日、対東京ヤクルトスワローズ3回戦（明治神宮野球場）、7回裏に3番手で救援登板・完了、2回1失点
- 初奪三振：同上、7回裏に野口祥順から空振り三振
- 初先発登板：2009年5月17日、対読売ジャイアンツ9回戦（MAZDA Zoom-Zoom スタジアム広島）、7回1失点
- 初勝利・初先発勝利：2009年5月24日、対埼玉西武ライオンズ1回戦（MAZDA Zoom-Zoom スタジアム広島）、5回5失点

NPB打撃記録
- 初打席・初安打：2009年5月17日、対読売ジャイアンツ9回戦（MAZDA Zoom-Zoom スタジアム広島）、2回裏に東野峻から中前安打

### 独立リーグでの投手成績
| 年 度     | 球 団     | 防 御 率 | 登 板 | 勝 利 | 敗 戦 | セ 丨 ブ | 完 投 | 完 封 | 無 四 球 | 投 球 回 | 打 者 | 被 安 打 | 被 本 塁 打 | 奪 三 振 | 与 四 球 | 与 死 球 | 失 点 | 自 責 点 | 暴 投 | ボ 丨 ク |
| --------- | --------- | -------- | ----- | ----- | ----- | -------- | ----- | ----- | -------- | -------- | ----- | -------- | ----------- | -------- | -------- | -------- | ----- | -------- | ----- | -------- |
| 2013      | 徳島      | 2.62     | 18    | 9     | 2     | 0        | 2     | 1     | 1        | 116.2    | 491   | 105      | 4           | 81       | 39       | 3        | 46    | 34       | 5     | 1        |
| 通算：1年 | 通算：1年 | 2.62     | 18    | 9     | 2     | 0        | 2     | 1     | 1        | 116.2    | 491   | 105      | 4           | 81       | 39       | 3        | 46    | 34       | 5     | 1        |

### 背番号
- 41 （2009年 - 2012年）
- 141 （2013年）
- 34 （2013年） ※徳島インディゴソックスでの背番号